# ملفين ناش
ملفين نـاش (بالإنجليزية: Melvin Nash) هو سباح أمريكي، ولد في 1955 في مونروفيل، بنسيلفانيا بالولايات المتحدة.